# Coralliogalathea
Coralliogalathea is een geslacht van kreeftachtigen uit de klasse van de Malacostraca (hogere kreeftachtigen).

## Soort
- Coralliogalathea humilis (Nobili, 1905)